# Bingen Mendizábal
Bingen Mendizábal Álvarez de Arkaia (Vitòria, 5 de desembre de 1962) és un músic basc, compositor de bandes sonores de pel·lícules.
El 1969 va ingressar al Conservatori Jesús Guridi de Vitòria, on va estudiar violí amb Albina Madinabeitia i composició amb Carmelo Bernaola, i també va aprendre amb Luis de Pablo i Antón García Abril. Amant de la música tradicional basca i del folk irlandès, va crear el seu propi grup, Nahiko, i finalment va recalar uns anys en el grup Hertzainak fins que aquest es va dissoldre. Després de treballar per altres músics com Mikel Urdangarin, La Polla Records, Gorka Knörr, o els grups de teatre Geroa o Teatro Paraíso, el 1989 va compondre la música del curtmetratge de Juanma Bajo Ulloa El reino de Víctor. El 1991 va compondre la música del seu primer llargmetratge, La madre muerta, amb el qual va guanyar un premi. Des d'aleshores ha treballat per a directors espanyols i internacionals com Enrique Urbizu, Montxo Armendáriz, Imanol Uribe, Manuel Gutiérrez Aragón, Mariano Barroso, Manuel Gómez Pereira, Marcelo Piñeyro, Julian Temple, Betty Kaplan o Francisco J. Lombardi. El 2008 fou candidat al Goya a la millor música original per El juego del ahorcado.

## Filmografia
- 1989: El reino de Víctor
- 1991: Alas de mariposa
- 1993: La madre muerta
- 1994: Mi hermano del alma
- 1996: Bajo la piel
- 1997: Airbag
- 1997: Secretos del corazón
- 1998: Doña Bárbara
- 2000: El arte de morir
- 2002: El viaje de Carol
- 2002: Nos miran
- 2002: Kamchatka
- 2005: Reinas
- 2008: El juego del ahorcado
- 2008: Un poco de chocolate
- 2011: Arriya

## Palmarès cinematogràfic
Medalles del Cercle d'Escriptors Cinematogràfics de 1993
| Categoria     | Candidat        | Resultat  |
| ------------- | --------------- | --------- |
| Millor música | La madre muerta | Guanyador |

XXIII Premis Goya
| Categoria     | Candidat              | Resultat |
| ------------- | --------------------- | -------- |
| Millor música | El juego del ahorcado | Nominat  |